# Теразијска тераса
Теразијска тераса је урбани простор смештен у центру Београда на једном од најпрометнијих градских локација, између Балканске улице и Улице краљице Наталије. Иако је овај простор кроз скоро један век, све до данашњих дана пролазио кроз многобројна архитектонско — урбанистичка решења и за његово уређење, су обављена бројна научно — историјска истраживања, он је и до данас остао недоречен у урбанистичком и архитектонском развоју Београда.
На то су утицале још од 1921. године, честе промене урбанистичких и програмских концепција централног дела Београда, на које треба додати последице преплитања власничко и катастарског питање, симболичког и естетског, практично грађевинског, инсолационог и микроклиматског и, вероватно, финансијско питања (извора средстава, рентабилности изграђених капацитета и повраћаја уложеног), и на крају друге деценије 21. века Теразијску терасу и даље остављају, као незавршен и неуређен простор у центру града.

## Назив
Терен који се некада називао тераса на Теразијама, данас носи назив Теразијска тераса. Настао је с краја 20. века када је градски блоку између Призренске, Балканске, Пајсијеве, Краљице Наталије и Рељине улице, назван овим именом. Сматра се да је први професионални помен Теразијске терасе као изгледног места, односно видиковца, потекао из 1897. године од архитекте Андре Стевановића, који је записао: 
Када би се отворио још и отворен поглед на Саву и Подринске планине, Теразије би постале једно место какво би по лепоти положаја ретко која варош могла имати.
Иначе, сам назив Теразијска тераса везује се Теразијски плато као део Београдске вароши, и чињеницу да се на њему (испод данашњег хотела „Москва“), некада налазио велики извор, и једна од три зидане куле за воду (зване теразије), које су биле саставни део турског водовод, који је  воду у варош Београд дуж ђериза (зиданога водовода) доводио из мокролушких извора. Како су Турци ову кулу звали „Теразије за воду”, јер се у њој узводила вода, како би добила виши скок за свој даљи ток, по њој је име за Теразије изведено из речи за „вагу” (од турске речи terazi — справа за мерење тежине са тасовима и теговима). Од тог период се цео онај крај нове Београдске вароши нарочито од Двора (данас Скупштине града) до близу Стамбол-капије (где је данас Народно позориште), и данас зове Теразије.
Из ове „вододелнице“ или „теразија”, вишак воде сливао се дуж стрме падине Теразијске терасе ка Зеленом венцу, Призренском улицом, што је на простору данашње пијаце (Зелени венац) стварало „повећу бару“ тако да се за прелаз преко ње употребљавао чамац.

## Положај и пространство
Од првих размишљања о Теразијској тераси као урбаном простору, он се пружао од хотела „Москве“ и „Балкана“, ка Сави дуж стрму падине, чије десне бочне ивице чини композиција две вишеспратне зграде и тремови у њиховом продужетку, а са десне наовоизграђена зграда с почетка 21. века. Висинска разлика између нивелете на Теразијама и Улице краљице Наталије је око 15 m.
Овај простор који је увек имао форму благе или наглашеније лепезе која се од Теразија отварала ка Сави, омеђена је одређеним границама, које су се почев од 19 века, често мењале. Оне почињу од споја Балканске и Призренске улице, између хотела „Москва“ и „Балкан“, па се стрмо спуштају низ падину ка Сави. Граница ка Улици краљице Наталије мењала се у зависности од бројних урбанистичких решења, док су бочне ивице махом биле регулисане Пајсијевом и Рељином улицом.
Са осталим деловима Београда Теразијска тераса је са кружног стајалишта на Зеленом венцу добро повезана, следећим аутобуским линијама: 15, 16, 27Е, 35, 43, 52, 53, 56, 56Л, 65, 67, 68, 71, 72, 75, 77, 84, 95, 704, 706, 707

## Историја
Први помен терасе
Први професионални помен уређења Теразијске терасе, као видиковца и отворене панораме ка реци Сави и сремској равници,  потиче из 1897. године од архитекте Андре Стевановића. 
Тераса између два светска рата
Како је у првим деценијама 20. века Краљевина Србија водила балканске и потом и Први светски рат, након кога је Аустроугарска поражена и расцепкана, на Балкану је створена Краљевина Срба, Хрвата и Словенаца и река Сава више није била државна граница. То је омогућило Београду да се у урбанистичком смислу, као престоница новостворене државе све више развија, и допуњује новим архитектонским садржајима.
Новостворене краљевине, је у Београд, све више привлачила урбанисте и архитекте који су својим делима желе да обнове и оплемене престоницу Југославије, посебно њен централни део око Теразија. Тако је обновљена идеја о развоју Теразијске терасе, и настао један од првих познатих пројеката за њено уређење који су израдили 1921. године Емил Хопе и Ото Шентал.
Тераса након Другог светског рата
Прве године након Другог светског рата за Београд нису представљале само период промене друштвеног уређења у Југославији, него и потпуни прекид градитељске активности и развоја савремене архитектонске мисли, али и прекид у реализацији започете међуратне идеје изградње Теразијске терасе, због многих других припритетних пројеката, јер је након ослобођења, Београд остао у рушевинама.
Педесетих година 20. века уследио је за архитекте изазов обнове града Београда али и задатак изградње новог грађевинског фонда који је водио развоју новог друштвеног уређења.  Услед велике политичке и економске кризе која је владала Југославијом у послератном периоду, велики број награђених конкурсних решења није реализован или су пак реализовани објекти по измењеним пројектима, па је то био случај и са Теразијском терасом.

## Супротстављени ставови
Од краја Другог светског рата до сада је у Београду организовано десетак конкураса за израду идејног пројекта Теразијске терасе. Ниједно победничко решење никада није реализовано!? 
Једино је пројекат са конкурса из 1991. године делимично примењен, јер је предвидео „паметну" зграду, која је почела да ниче пре неколико година. Основу свих ових надметања представљао је пројекат архитекте Николе Добровића из 1929. године, који је замислио да Теразијска тераса постане плато и да се повеже са Карађорђевом улицом.